# Вітор Жуніор
Вітор Сілва Ассіс де Олівейра Жуніор (порт.-браз. Vítor Silva Assis de Oliveira Júnior; нар. 15 вересня 1986, Порту-Алегрі, Бразилія) — бразильський футболіст, атакувальний півзахисник бахрейнського клубу «Аль-Наджма».

## Життєпис
Футболом розпочав займатися у 6-річному віці в академії «Інтернасьоналя», відіграв за клуб з Порту-Алегрі наступні 15 років свого життяУ 2005 році приєднався до «Крузейро». Провів у команді 2 роки, добре проявив себе на тренуваннях з першою командою, допоки не завоював місце в професіональній команді, за яку зіграв таким чином свій перший чемпіонат високого рівня – чемпіонат Бразилії. У дуже юному віці проявив себе в Крузейро, після чого у нього з’явилася перша можливість покинути Бразилію, таким чином 2006 року Вітор перебрався до хорватського «Динамо» (Загреб). Після завершення першої частини дебютного сезону в «Динамо», у футболці якого бразилець виграв свій перший професіональний титул (чемпіона Хорватії 2005/06), відданий в оренду словенському «Коперу», де й завершив рік.
У 2007 році Вітор вирішив повернутися до Бразилії, де підписав контракт зі «Спорт Ресіфі». Завдяки хорошим результатам та перемозі в Лізі Пернамбукану, «Сантус» не пошкодував зусиль і викупив його в «Спорт Ресіфі». 8 липня 2008 року відправився в оренду до «Кавасакі Фронтале». 21 липня 2008 року в своєму дебютному матчі Джей-ліги за «Кавасакі» відзначився голом у воротах «Урава Ред Даймондс». У 2009 році японський клуб вирішив викупити контракт бразильця. Проте вже 2011 року залишив команду, оскільки не зміг домовитися про нову угоду з «Кавасакі Фронтале».
У 2011 році знову повернувся до Бразилії, цього разу, щоб грати за «Атлетіку Гоянієнсі» з бразильської Серії А. Допоміг «Атлетіку» виграти Лігу Гоянененсі 2011 року, де він був одним з провідних гравців, завдяки чому привернув до себе увагу іменитіших бразильських клубів. У 2012 році приєднався до «Корінтіанса», на контракті в якого перебував протягом 4 років. Проте вже через півроку випа з основної обойми, після чого відправився в оренду до «Ботафого». У команді на той час виступав зірковий Кларенс Зеєдорф, але Вітор демонстрував чудовий футбол, виділявся в команді та відзначався голами.
У 2013 році Вітор Жуніор виступав за дві команди, зокрема, у рідному для себе «Інтернасьйоналі». У команді провів успішні півроку, допоміг виграти 3 титули (Лігу Гаушу / Кубок Піратіні / Кубок Фаррупільї). У другій половині 2013 року до «Корінтіанса» знову відправив Вітора в оренду, цього разу до «Корітіби», де в команді виступав зірковий Алекс, який грав за «Фенербахче», «Палмейрас» і «Крузейро».
У 2014 році знову не потрапляв до обойми «Корінтіанса», внаслідок чого змушений був перейти в оренду до «Фігейренсе», в якій виступав до кінця року та допоміг колективу виграти Лігу Катаріненсе.
У 2015 році Вітор Жуніор знову повернувся до «Корінтіанса», клубу, з яким у нього діяв контракт до завершення року, але не скористався можливістю проявити себе перед Тіте, тому змушений був тренуватися окремо та готувався до наступного виклику в кар'єрі, який повинен був з’явитися в липні місяці разом із інтересом до себе з боку азійських клубів. Добре підготовлений та з бажанням повернутися до улюбленої справи, Вітор Жуніор не став думати двічі і зрештою перейшов до тайського клубу «Сіам Наві», за який дебютував у футболці з номером 10 у перший тиждень серпня.
У 2016 році переходить до саудівської «Аль-Кадісії», де за 5 місяців провів 12 матчів та відзначився 1-м голом. У січні 2017 року підписав контракт з казахстанським «Актебе».
У другій половині вище вказаного сезону представлений як підсилення для ABC, який прагнув вдало виступити в бразильській Серії B.
У 2018 році знову повертається до Таїланду, де одягнути футболку «Наві» та став кумиром місцевих уболівальників. Сезон виявився вдалим для бразильця, зігравши 31 гру з 34 матчів у сезоні, в яких відзначився 9-ма голами та 14-ма результативними передачами.
У першій половині сезону 2019 року виступав у Лізі Катаріненсе за «Бруске».
Потім він повернувся до гри у сезоні 2020 року за «Віла-Нова», але був змушений перервати свої виступи у клубі, оскільки всі спортивні заходи, включаючи футбол, були призупинені через пандемію COVID-19.

## Статистика виступів

### Клубна
| Клубні виступи | Клубні виступи       | Клубні виступи | Ліга  | Ліга | Кубок                   | Кубок                   | Кубок ліги      | Кубок ліги      | Конт. кубок      | Конт. кубок      | Загалом | Загалом |
| Сезон          | Клуб                 | Ліга           | Матчі | Голи | Матчі                   | Голи                    | Матчі           | Голи            | Матчі            | Голи             | Матчі   | Голи    |
| Японія         | Японія               | Японія         | Ліга  | Ліга | Кубок Імператора Японії | Кубок Імператора Японії | Кубок Джей-ліги | Кубок Джей-ліги | Конт. кубок      | Конт. кубок      | Загалом | Загалом |
| -------------- | -------------------- | -------------- | ----- | ---- | ----------------------- | ----------------------- | --------------- | --------------- | ---------------- | ---------------- | ------- | ------- |
| 2008           | Кавасакі Фронтале    | Джей-ліга 1    | 15    | 2    | 2                       | 1                       | 0               | 0               | -                | -                | 17      | 3       |
| 2009           | Кавасакі Фронтале    | Джей-ліга 1    | 13    | 3    | 1                       | 0                       | 0               | 0               | 6                | 0                | 20      | 3       |
| 2010           | Кавасакі Фронтале    | Джей-ліга 1    | 29    | 7    | 3                       | 1                       | 4               | 1               | 3                | 0                | 39      | 9       |
| Бразилія       | Бразилія             | Бразилія       | Ліга  | Ліга | Кубок Бразилії          | Кубок Бразилії          | Кубок ліги      | Кубок ліги      | Південна Америка | Південна Америка | Загалом | Загалом |
| 2011           | «Атлетіку Гоянієнсі» | Серія A        | 28    | 4    | 0                       | 0                       | 0               | 0               | 0                | 0                | 28      | 4       |
| 2012           | «Корінтіанс»         | Серія A        | 0     | 0    | 0                       | 0                       | 0               | 0               | 0                | 0                | 0       | 0       |
| 2012           | «Ботафого»           | Серія A        | 4     | 2    | 0                       | 0                       | 0               | 0               | 0                | 0                | 0       | 0       |
| Країна         | Японія               | Японія         | 57    | 12   | 6                       | 2                       | 4               | 1               | 9                | 0                | 76      | 15      |
| Країна         | Бразилія             | Бразилія       | 28    | 4    | 0                       | 0                       | 0               | 0               | 0                | 0                | 28      | 4       |
| Загалом        | Загалом              | Загалом        | 57    | 12   | 6                       | 2                       | 4               | 1               | 9                | 0                | 132     | 23      |

## Досягнення
«Динамо» (Загреб)
- Перша хорватська футбольна ліга
  -  Чемпіон (1): 2005/06

«Спорт Ресіфі»
- Ліга Пернамбукано
  -  Чемпіон (1): 2007

«Атлетіку Гоянієнсі»
- Ліга Гояно
  -  Чемпіон (1): 2011

«Інтернасьйонал»
- Ліга Гаушу
  -  Чемпіон (1): 2013
- Кубок Піратіні
  -  Володар (1): 2013
- Кубок Феррупільї
  -  Володар (1): 2013

«Фігейренсе»
- Ліга Катаріненсе
  -  Володар (1): 2014